# Palmure

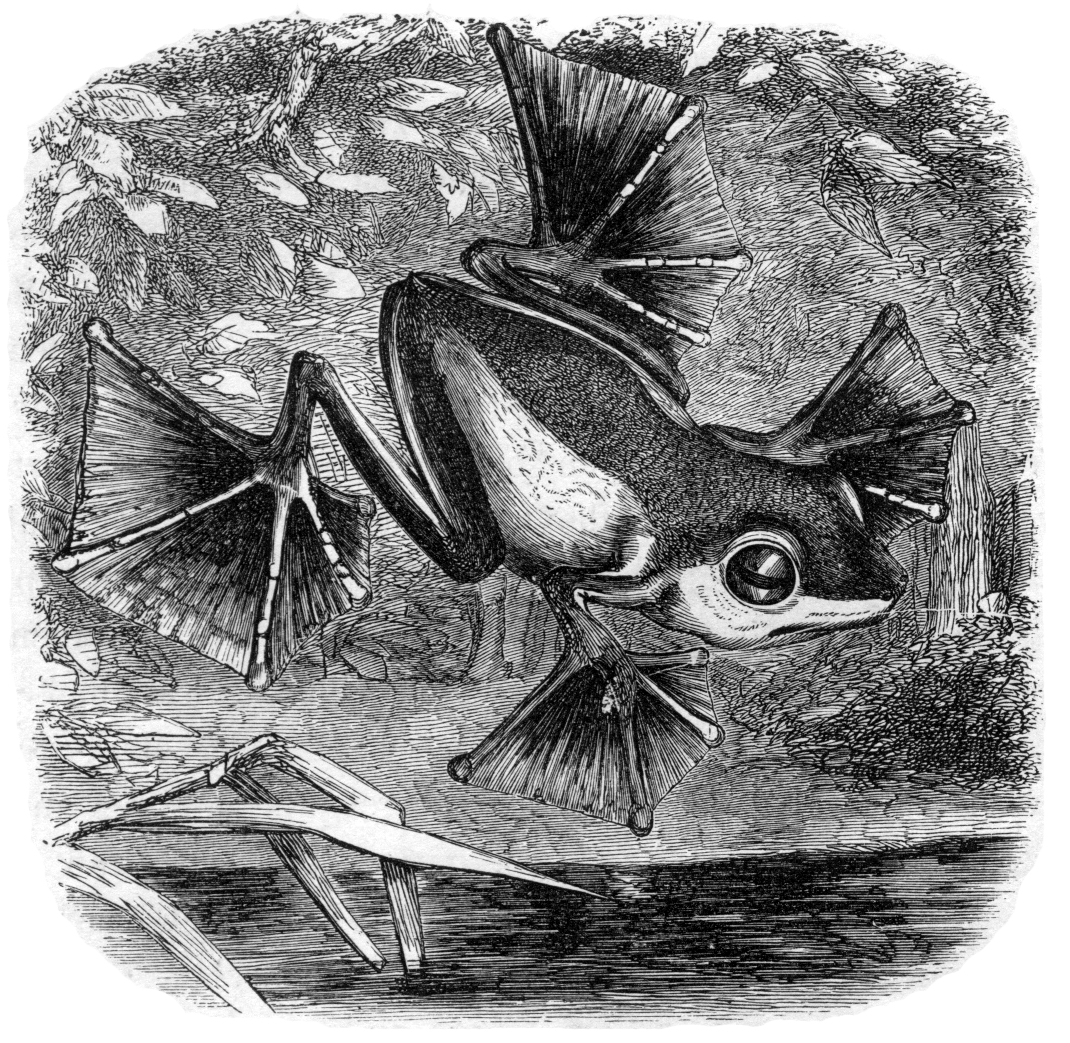
Exemple de palmure d'une grenouille de rivière

Les palmures sont des membranes qui joignent les doigts de certains animaux.
Elles permettent ainsi une meilleure adaptation à la nage.
On peut s'étonner que les humains possèdent des palmures pendant l'embryogenèse. Pourtant, les humains n'ont pas de palmes. Ceci s'explique grâce un mécanisme d'apoptose ou mort cellulaire programmée. Cette destruction physiologique est préférée par l'organisme par rapport à la formation directe de doigts. La sculpture des doigts lors de l'embryogenèse se fait par destruction (comme du marbre) et pas par construction (comme de l'argile).

## Pathologie
On appelle palmure une bride de peau entre deux surfaces proches causée par une malformation ou par une brûlure grave.
La palmure du larynx unit les cordes vocales et empêche leur mobilisation.